# Karamanlı
Pour les articles homonymes, voir Karamanlis.
Karamanlı est une ville et un district de la province de Burdur dans la région méditerranéenne en Turquie.